# Fabienne Reuteler
Fabienne Reuteler (Uster, 2 settembre 1979) è un'ex snowboarder svizzera.

## Palmarès

### Olimpiadi
- 1 medaglia:
  - 1 bronzo (halfpipe a Salt Lake City 2002)

### Mondiali
- 1 medaglia:
  - 1 bronzo (halfpipe a Kreischberg 2003)

### Mondiali juniores
- 1 medaglia:
  - 1 oro (halfpipe ad Alpe di Siusi 1999)

### Coppa del Mondo
- Miglior piazzamento nella Coppa del Mondo di halfpipe: 9ª nel 2001
- 4 podi:
  - 2 vittorie
  - 1 secondo posto
  - 1 terzo posto

#### Coppa del Mondo - vittorie
| Data           | Luogo | Paese     | Disciplina |
| -------------- | ----- | --------- | ---------- |
| 16 marzo 2001  | Ruka  | Finlandia | HP         |
| 9 gennaio 2002 | Arosa | Svizzera  | HP         |

Legenda:

HP = Halfpipe